# 1870 w polityce

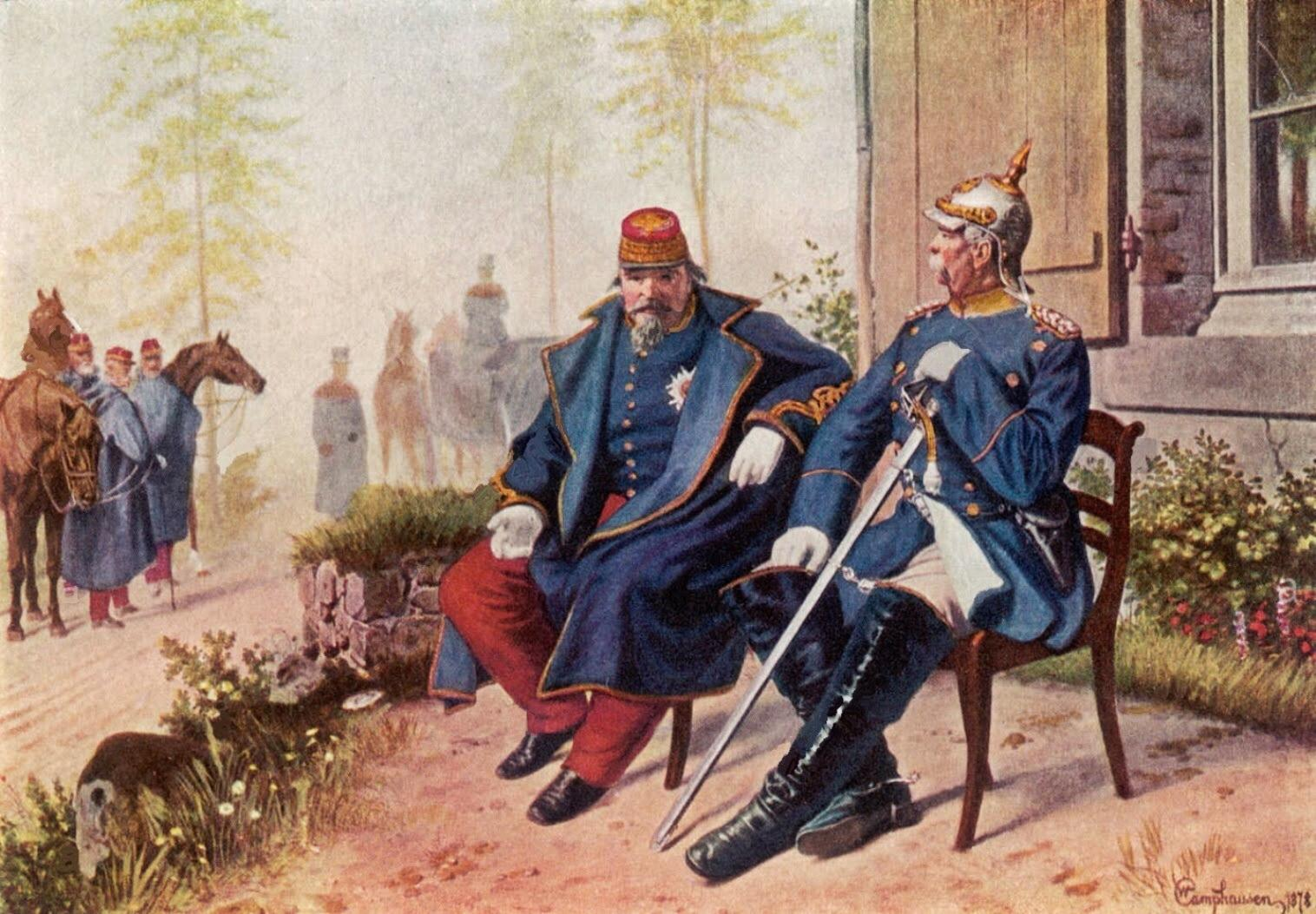
Wzięty do niewoli przez Prusaków Napoleon III w rozmowie z kanclerzem Ottem von Bismarckiem

Wydarzenia polityczne w 1870 roku.

## Wydarzenia
- 1 września-2 września Bitwa pod Sedanem. Kapitulacja armii francuskiej pod dowództwem cesarza Napoleona III[1].

## Zmarli
- 6 grudnia Ludwika Pruska, księżna Holandii[2].
- Lansford Hastings, amerykański polityk[3].